# AS-102
AS-102 (também designado como AS-7) foi o segundo lançamento do Saturno I que carregou um modelo da nave Apollo (BP-15), para o Programa Apollo da NASA. Lançado do Cabo Kennedy em 18 de setembro de 1964, o voo orbital teve duração de 3 dias e 15 horas.
O AS-102 foi designado para repetir o voo do AS-101, carregando novamente o modelo do Módulo de Comando e Serviço Apollo. A diferença desta vez foi que, pela primeira vez num voo do foguete Saturno, um computador programável foi instalado, tornando possível que se fizessem reprogramações e correções durante o voo. Nos lançamentos anteriores foram usadas apenas Caixas Pretas pré-programada a bordo. O Sistema de Controle de Reação, instalado para registrar lançamento, temperatura e vibrações, e o LES foram usados nessa missão.
O voo cumpriu todos os objetivos. A nave continuou a transmitir a telemetria por cinco órbitas e foi seguido de perto até a reentrada, em sua 59.ª órbita, sobre o Oceano Índico. O único problema da missão foi em recuperar as oito câmeras lançadas que caíram na área onde o furacão Gladys passou. Apenas duas das câmeras foram recuperadas dois meses depois.